# گنجشکان جهان جدید
گنجشکان جهان جدید یا گنجشکان آمریکایی (نام علمی: Passerellidae) نام یک تیره از زیرراسته پرنده آوازخوان است.